# Liste der Naturdenkmale in Gudensberg
Die Liste der Naturdenkmale in Gudensberg nennt die im Gebiet der Stadt Gudensberg im Schwalm-Eder-Kreis in Hessen gelegenen Naturdenkmale.
| Bild                          | Bezeichnung                                | Ortsteil, Lage                              | Beschreibung | Art   | Nr.     |
| ----------------------------- | ------------------------------------------ | ------------------------------------------- | --- | ----- | ------- |
| Fotos hochladen               | Basaltkuppe (Scharfenstein)                | 51° 11′ 31,3″ N, 9° 23′ 33,8″ O             | Flächenhaftes ND |       | 634.150 |
| Fotos hochladen               | 1 Eiche                                    | Dissen 51° 11′ 45,7″ N, 9° 24′ 19,3″ O      | an der Einmündung des Stückweges in die Besser Straße                                                                                                   | Eiche | 634.151 |
| mehr Fotos \| Fotos hochladen | 1 Linde (Kandelaberlinde, geleitete Linde) | Dorla 51° 10′ 7″ N, 9° 19′ 11,1″ O          | auf dem Friedhof (im Juli 2015 wurde der Baum auf eine Höhe von nur noch etwa 5 m zurückgestutzt und 2023 gefällt)                                      | Linde | 634.152 |
| mehr Fotos \| Fotos hochladen | 3 Eichen                                   | Maden 51° 9′ 48,3″ N, 9° 22′ 13,2″ O        | an der Landstraße Maden-Obervorschütz (Klärung nötig: unklar, ob der Wotanstein zum Naturdenkmal zählt oder nur als Lagebezeichnung der 3 Eichen dient) | Eiche | 634.153 |
| Fotos hochladen               | Basaltkuppe Mader Stein                    | 51° 10′ 3,1″ N, 9° 22′ 54,5″ O              | Flächenhaftes Naturdenkmal 400 m nordwestlich von Maden                                                                                                 |       | 634.154 |
| mehr Fotos \| Fotos hochladen | Jägereiche                                 | Obervorschütz 51° 9′ 44,9″ N, 9° 21′ 9,9″ O | auf dem Friedhof | Eiche | 634.155 |
| BW                            | Feuchtgebiet                               | Dorla 51° 10′ 24,7″ N, 9° 19′ 18,5″ O       | Flächenhaftes Naturdenkmal (Fläche: 1,1179 ha) |       | 634.158 |

## Belege
1. ↑  Anlage: Tabelle 3 - Naturdenkmale im Schwalm-Eder-Kreis. (PDF; 7,45 MB) der 2. Verordnung zur Änderung der Verordnung zum Schutze der Naturdenkmale im Schwalm-Eder-Kreis vom 28. 04. 1986, zuletzt geändert durch Verordnung vom 8. Mai 2007. Der Kreisausschuss des Schwalm-Eder-Kreises, 17. Dezember 2008, S. 30, abgerufen am 7. Februar 2017.

- Karte mit allen Koordinaten:
- OSM |
- WikiMap